# زومرية ماجدة
زومرية ماجدة (الاسم العلمي:Zhumeria majdae) هي نوع من النباتات تتبع جنس الزومرية من الفصيلة الشفوية. سمي هذا النوع نسبةً إلى باحثة الإيرانية ماجدة زومر. تم وصف هذا النوع من النبات علمياً لأول مرة من قبل كارل هاينز ريشنجر وبير ارلاند برغ وندلبو سنة 1967.